# Radik İsayev
Radik Vələddin oğlu İsayev (ros. Радик Велединович Исаев, Radik Wieledinowicz Isajew; lezg. Исаев Велединан хва Радик, Isajew Wieledinan hwa Radik; ur. 26 września 1989 w Uchule jako Abdurachim Wieledinowicz Isajew, ros. Абдурахим Велединович Исаев, lezg. Исаев Велединан хва Абдурагьим, Isajew Wieledinan hwa Abdurachim; azer. Əbdürrəhim Vələddin oğlu İsayev) – azerski zawodnik taekwondo lezgińskiego pochodzenia, złoty medalista olimpijski, złoty i brązowy medalista mistrzostw świata, złoty medalista igrzysk europejskich i mistrzostw Europy

## Kariera
W 2013 roku w Puebli zdobył brązowy medal mistrzostw świata w kategorii do 87 kg. Rok później w Baku został mistrzem Europy w tej samej kategorii. W 2015 roku został mistrzem świata w kategorii do 87 kg w Czelabińsku i mistrzem igrzysk europejskich w Baku w kategorii powyżej 80 kg. Zdobył również brązowy medal wojskowych mistrzostw świata w Mungyeong w kategorii powyżej 87 kg.
W sierpniu 2016 roku został mistrzem olimpijskim w kategorii wagowej powyżej 80 kg podczas igrzysk w Rio de Janeiro. Zdobył tym samym pierwszy złoty medal olimpijski dla Azerbejdżanu w taekwondo mężczyzn.
Podczas letniej uniwersjady w 2017 roku w Tajpej zdobył brązowy medal w kategorii powyżej 87 kg.